# Bernd Merkle
Bernd Merkle (* 1943 in Esslingen am Neckar) ist ein schwäbischer Mundartautor. Er verfasst Bücher sowie Gedichte und tritt mit mundartlichen Lesungen auf.

## Leben
Merkle wurde als Sohn eines Gärtnermeisters und Enkel eines Weingärtners geboren. In Göppingen aufgewachsen begann er zunächst eine Lehre als Maschinenschlosser. Zwischen 1965 und 1968 studierte er an der Pädagogischen Hochschule in Schwäbisch Gmünd. Ab 1972 arbeitete er als Schulleiter an der Grund- und Hauptschule in Zell unter Aichelberg am Fuße der Schwäbischen Alb. Heute lebt und arbeitet Bernd Merkle in Albershausen und ist Vater dreier Kinder.

## Literarisches Schaffen
1986 erschien sein erstes Buch So semmer hald beim Knödler-Verlag. Drei weitere Bücher folgten, dann wechselte Merkle zum Silberburg-Verlag, bei dem fünf Publikationen erschienen sind. Seit Beginn werden seine Bücher von seiner Frau Helga und seiner Tochter Anja illustriert. Fernsehauftritte, Lesungen und Hörspiele machten ihn bekannt.

### Publikationen
- So semmer hald
- Au no dees
- So ain Lebdag
- Do war doch no äbbas
- Mr sodds et glauba
- Isch des schee!
- Gibts ebbes Neis?
- Sacha gibts[2]

## Auszeichnungen
2008 erhielt er den Sebastian-Blau-Preis.